# Nebukadnezar II

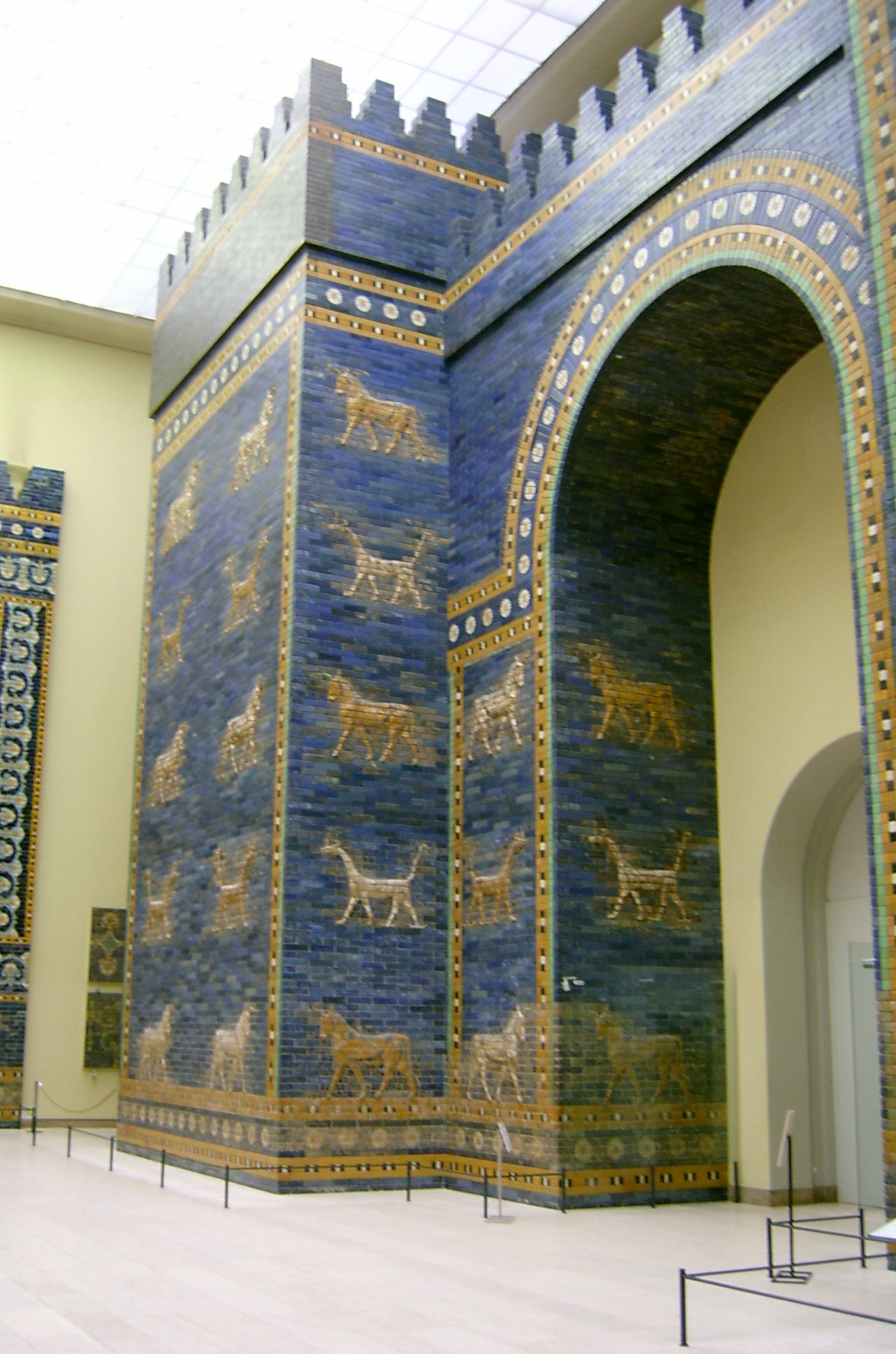
Nebukadnezar II liet de Ishtar-poort bouwen.

Nebukadnezar II of Nebukadnessar, ook wel Nebukadrezar of Nabuc(h)odonosor, (Akkadisch: 𒀭𒀝𒆪𒁺𒌨𒊑𒋀, mdNabû-kudurrī-ú-ṣu-ur of mdNabû-kudurrī-úṣur, betekent zoveel als "Nabu [god van wijsheid en schrift], bescherm de oudste zoon!" of "Nabu, bescherm de grenzen!") was de machtigste koning van het Nieuw-Babylonische Rijk. Het is (vanuit de chronologie berekend) waarschijnlijk dat de in Herodotos' Historiën (1.74) genoemde Labynetos dezelfde persoon is als Nebukadnezar.

## Regeerperiode
Nebukadnezar was de zoon en opvolger van Nabopolassar en regeerde van 605 tot 562 v.Chr. Als koning van het Nieuw-Babylonische rijk bewees Nebukadnezar een verlicht vorst te zijn. 
Zo'n 95% van alle ruïnes die gevonden zijn in zijn koninkrijk, zijn gemaakt van bakstenen waar zijn naam op staat. Het lijkt erop dat hij bijna elke stad en elke tempel in het hele land heeft laten bouwen of restaureren. Onder hem werd de hoofdstad Babylon in zijn vroegere luister hersteld. Tot de projecten die hij liet uitvoeren behoorde de herbouw van de tempel van Marduk en de bouw van een paleisburcht, gelegen op een terrasgewijs verlopende, met planten begroeide heuvel. Dit waren de Hangende tuinen van Babylon, een van de zeven wereldwonderen van de antieke wereld.
Hij onderwierp Syrië en breidde zijn rijk uit tot aan de grens van Egypte. Een haard van onrust bleef het kleine koninkrijk Juda. In 587 v.Chr. werd Juda veroverd door Nebuzar-adan, die kapitein was in het leger van koning Nebukadnezar. Hij voerde een aantal inwoners als gevangenen mee, de Babylonische ballingschap.

## Nebukadnezar in de Hebreeuwse Bijbel
In de Hebreeuwse Bijbel wordt verhaald dat Nebukadnezar in het derde regeringsjaar van koning Jojakim van Juda de stad Jeruzalem belegerde. Nebukadnezar nam veel Joden gevangen. Na verscheidene belegeringen verwoestte Nebukadnezar Jeruzalem volledig (2 Koningen 24 en 25; 2 Kronieken 36). Dit was in 586 v.Chr.. Naar de gebeurtenissen wordt ook verwezen in Ezra 2:1,2; 5:12,14; 6:5, Nehemia 7:6,7 en Ester 2:6. In Ezechiël worden alleen Nebukadnezars bemoeienissen met Tyrus (Ezechiël 26:7; 29:18) en Egypte genoemd (Ezechiël 29:19; 30:10).

### Jeremia
De verhaallijn in Jeremia 21-52 wordt gesitueerd in de tijd tussen het wegvoeren van de eerste ballingen door Nebukadnezar en de uiteindelijke verovering en verwoesting van Jeruzalem door Nebukadnezar. Deze laatste gebeurtenissen worden als een profetie weergegeven (Jeremia 25-28 en 32-34). Ook de vervulling ervan maakt onderdeel uit van het boek (Jeremia 39-52).

### Daniël
Het boek Daniël vertelt dat Daniël onder de ballingen was die Nebukadnezar wegvoerde. Daniël diende aan het hof van Nebukadnezar. Toen Nebukadnezar in zijn tweede regeringsjaar over een groot beeld droomde, dat bestond uit verschillende metalen (goud, zilver, brons en ijzer) en klei, vertelde Daniël hem Gods interpretatie, namelijk dat het beeld stond voor de opkomst en val van vier koninkrijken (Daniël 2).
Een ander verhaal vertelt dat Nebukadnezar een groot afgodsbeeld oprichtte om bij een publieke ceremonie op de vlakte van Dura te aanbidden. Toen drie Joden (Sadrach, Mesach en Abednego) weigerden deel te nemen, liet hij hen in een vurige oven werpen. Zij werden beschermd door een engel en kwamen ongedeerd en zelfs zonder de geur van rook weer tevoorschijn (Daniël 3).
Nog een droom werd geïnterpreteerd door de profeet Daniël, deze keer over een enorme boom (Daniël 4). Daniëls interpretatie kwam uit: Terwijl Nebukadnezar over zijn prestaties pochte, werd hij vernederd door God. De koning verloor zijn verstand en leefde zeven jaar als een wild dier. Hierna werden zijn verstand en positie hersteld. Noch de ziekte noch het interregnum zijn terug te vinden in de Babylonische annalen. Historici beschouwen deze verhalen doorgaans als latere legenden.

#### Interpretatie
Het boek Daniël is ontstaan uit een verzameling legenden die circuleerden in de Joodse gemeenschap in Babylon en Mesopotamië in de Perzische en vroeg-hellenistische periode (5e tot 3e eeuw v.Chr), die werden aangevuld met de visioenen in hoofdstuk 7-12 in de periode van de Makkabeeën (midden 2e eeuw v.Chr. tot midden 2e eeuw n.Chr.). Wetenschappers beschouwen Daniëls portret van Nebukadnezar daarom als een mengsel van feiten over Nebukadnezar (hij was inderdaad de koning die Jeruzalem veroverde) en Nabonidus, de laatste koning van Babylon. Nabonidus was bijvoorbeeld de echte vader van Belsazar en de zeven jaren van waanzin zouden betrekking kunnen hebben op Nabonidus' terugtrekking in de oase Tayma. Aanwijzingen die deze mening ondersteunen zijn fragmenten in de Dode Zee-rollen die naar Nabonidus verwijzen als neergeworpen door God door een koorts van zeven jaar tijdens zijn regering waarin zijn zoon Belsazar regent was. Nebukadnezars bekering tot JHWH resp. het jodendom is fictief.

## Moderne verwijzingen
- In 1842 schreef de Italiaanse componist Giuseppe Verdi de succesvolle opera Nabucco (ook wel: Nabucodonosor), gebaseerd op het leven van Nebukadnezar II.
- In de sciencefictionfilm The Matrix (1999) komt een schip voor dat Nebukadnezar heet. In het vervolg van deze film, The Matrix Reloaded (2003), komen nog andere verwijzingen naar koning Nebukadnezar voor, zoals een citaat door Morpheus uit Daniël 2:3, waarin koning Nebukadnezar vertelt over zijn droom.
- Tijdens de laatste jaren van zijn regime liet het Iraakse staatshoofd Saddam Hoessein zich graag afbeelden als Nebukadnezar, vermoedelijk als dreigend gebaar naar Israël (zie het verhaal van Nebukadnezar en Daniël hierboven). Een van de divisies van de Iraakse Nationale Garde was naar hem genoemd.
- Het hoofdpersonage Urbanus in de gelijknamige Vlaamse komische stripreeks heeft een hond genaamd Nabuko Donosor. De hond bestaat in feite uit twee delen, Nabuko en Donosor. De bovenste helft, Nabuko, zweeft in de lucht.